# Mbuji-Mayi
Mbuji-Mayi er en by i den centrale del af Demokratiske Republik Congo, med et indbyggertal (pr. 2007) på cirka 1.300.000. Byen er hovedstad i regionen Kasaï Oriental. Det menes at være den næststørste by i landet, efter hovedstaden Kinshasa og foran Lubumbashi, Kisangani og Kananga, selvom dens nøjagtige befolkning ikke kendes. Estimater spænder fra en 2010 CIA World Factbook anslået befolkning på 1.480.000 til så mange som 3.500.000 anslået af FN i 2008.
Mbuji-Mayi ligger i Lubafolkets land ved Mbuji-Mayi floden. Navnet Mbuji-Mayi kommer fra det lokale sprog, Tshiluba, og kan oversættes som "Gedevand", et navn, der stammer fra det store antal geder i regionen. På trods af dets store befolkningstal er byen stadig afsidesliggende og har kun ringe forbindelse til omkringliggende provinser eller til Kinshasa og Lubumbashi. Mbuji-Mayi er dog det traditionelle centrum for industridiamant-minedrift i Congo, med det placeret oven på en af de største kendte forekomster i verden. Flyrejser tilbydes via Mbuji Mayi Lufthavn.